# 夏吉優子
夏吉優子（日语：／ Natsuyoshi Yūko，5月1日—）是日本的女性聲優、舞台演員，大阪府出身。隸屬於賢Production。

## 人物
「2016聲優藝人育成Program Selection」合格。
School Duo畢業後加入賢Production。

## 演出作品
※粗體字為主要角色。

### 電視動畫
2018年
- GRAND BLUE碧藍之海（Tinker Bell社員C）

2019年
- 傀儡馬戲團（火箭廣播、阿爾法）
- 夢幻之星Online2 EPISODE ORACLE（作業員）
- 我的英雄學院 第4期（女性市民、女學生）

2020年
- 花牌情緣3（記錄員、女子、富士崎女學生）
- SHOW BY ROCK!! Mashumairesh!!（真島姬子[5]）
- 寶可夢 旅途（小春的導師、男兒）
- 辣妹與恐龍（山田[6]）
- 更多！怪俠索羅利（保麗龍、工作人員、妻子）
- 異常生物見聞錄（薇薇安[7]）
- 魔王學院的不適任者～史上最強的魔王始祖，轉生就讀子孫們的學校～（莎夏·涅庫羅[8]／艾夏〈米夏+莎夏〉）
- 突擊莉莉 BOUQUET（白井夢結[9]）
- 暮蟬悲鳴時業（女服务生）
- 卡片戰鬥!! 先導者外傳 -if-（工作人員A）

2021年
- SHOW BY ROCK!! STARS!!（真島姬子）
- 持續狩獵史萊姆三百年，不知不覺就練到LV MAX（僧侶）
- 給不滅的你（村女、侍女、將的弟弟、米亞）
- 影宅
- 月光下的異世界之旅（櫃台）
- 陰陽眼見子（女性朋友A）
- BUILD DIVIDE -#000000-（巳春雙）
- SAKUGAN（シビト女）

2022年
- 自稱賢者弟子的賢者（艾梅拉[10]）
- 舞伎家的料理人（舞妓、女學生）
- 女忍者椿的心事（椿[11]）
- BUILD DIVIDE -#FFFFFF-（巳春雙）
- 這個僧侶有夠煩（美杜莎）
- SHINE POST（聖舞理王）
- 給不滅的你 Season2（米亞、米露）

2023年
- 魔王學院的不適任者～史上最強的魔王始祖，轉生就讀子孫們的學校～II（莎夏·涅庫羅、里尼悠）
- 寶可夢 旅途 目標是寶可夢大師（女性）
- 遊戲王GO RUSH（蒂諾瓦）
- 賽馬娘 Pretty Derby Season 3（高尚駿逸[12]）
- 我的新上司是天然呆（住田）

2024年
- 烈焰先鋒 救國的橘衣消防員（平光梢）
- Unnamed Memory 無名記憶（希爾薇婭[13]）
- 從路人角色開始的探索英雄譚（藻武、光梨的母親）
- 為何我的世界被遺忘了？（切除器官A）
- 唯願來世不相識（女高中生們、彩乃、愛人、女高中生）
- 戰鬥陀螺 X（白星天香[14]）
- 青之壬生浪（花散彩葉[15]）

2025年
- Unnamed Memory 無名記憶 Act.2（希爾薇婭）
- 我獨自升級 Season 2 -Arise from the Shadow-（瑪莉）
- Princession Orchestra（姬崎未來[16]）
- 9-nine- 支配者的王冠（女主角〈莫比烏斯之環〉）
- 新吊帶襪天使（Fastener[17]、愛姬、播音員、海龜寶寶）
- 歌聲是法式千層酥（繭森結[18]）
- 這裡是充滿笑容的職場。（雙見奈奈[19]）
- 差點在迷宮深處被信任的夥伴殺掉，但靠著天賜技能「無限扭蛋」獲得等級9999的夥伴，我要向前隊友和世界展開復仇&「給他們好看！」（涅姆姆[20]）
- 青之壬生浪 芹澤暗殺篇（花散彩葉[21]）

### 劇場動畫
2019年
- 我們的7日戰爭（ユキ）

### 網路動畫
2021年
- 突擊莉莉 Fruits（白井夢結）

### 遊戲
2018年
- 超異域公主連結 Re:Dive

2019年
- Engage Princess（伊莎貝爾）
- 寶可夢大師（小茜[22]）
- 東方Cannon Ball（村紗水蜜[23]）
- 町娘地球防衛LIVE（紐約[24]）
- 薩爾達傳說 織夢島（瑪琳）

2020年
- 魔法紀錄 魔法少女小圓外傳（枇枇木巡[25]）
- SHOW BY ROCK!! Fes A Live（真島姬子[26]）

2021年
- 突擊莉莉 Last Bullet（白井夢結[27]）
- CrashFever（莎夏）

2022年
- 魔法禁书目录 幻想收束（扶桑彩爱）
- 蔚藍檔案（杏山千紗[28]）

2023年
- 賽馬娘 Pretty Derby（高尚駿逸）
- 麻雀一番街（不破真晝[29]）

2024年
- 白貓project（ベカ）

2025年
- KANADE（奏）

### 舞台
- 1000年女王 復活祭 朗讀劇（賽蓮）
- 突擊莉莉 League of Gardens（白井夢結[30]）

### 網路配信節目
- 隔壁的研究生真島姬子（2018年－，SHOWROOM、YouTube）飾演 真島姬子
- LINE貼圖「SHOW BY ROCK!!」（2020年，真島姬子）

## 音樂CD

### 角色歌
| 發售日   | 商品名稱                                                                  | 演唱名義                             | 歌曲           | 備註                                              |
| 2019年   | 2019年                                                                    | 2019年                               | 2019年         | 2019年                                            |
| -------- | ------------------------------------------------------------------------- | ------------------------------------ | -------------- | ------------------------------------------------- |
| 12月28日 | Arco Color                                                                | 真島姬子（夏吉優子）                 | 「Arco Color」 | 《隔壁的研究生真島姬子》相關歌曲                  |
| 2020年   |                                                                           |                                      |                |                                                   |
| 4月1日   |                                                                           | Mashumairesh!!                       | 「」 「」      | 電視動畫《SHOW BY ROCK!! Mashumairesh!!》插入曲   |
| 7月15日  | SHOW BY ROCK!! Mashumairesh!! BD、DVD第4卷&第5卷 Canime特典CD             | 真島姬子（夏吉優子）                 | 「」 「」      | 電視動畫《SHOW BY ROCK!! Mashumairesh!!》相關歌曲 |
| 8月19日  | SHOW BY ROCK!! Mashumairesh!! BD、DVD第6卷特典CD「完全新作特別角色歌CD6」 | 狐丸（遠野光）、真島姬子（夏吉優子） | 「」           | 電視動畫《SHOW BY ROCK!! Mashumairesh!!》相關歌曲 |

## 外部連結
- 事務所官方簡歷 （页面存档备份，存于）（日語）
- 夏吉優子的X（前Twitter）（日語）